# Idioma kanamarí
El canamarí, katukina-kanamarí o bendiapá es una lengua indígena de la Amazonía hablada por 650 personas, principalmente personas Kanamarí, en el estado de Amazonas (Brasil). Pertenece al grupo de las lenguas catuquinas. Está considerada en peligro de desaparición.
Esta lengua no debe confunidrse con el kanamaré que es una lengua arawak del grupo piro hablada en la misma región.

## Etimología
El término katukina deriva del término proto-purús *ka-tukanɨ, que significa 'hablante de una lengua indígena'. Como resultado, se utiliza para referirse a unas cuantas lenguas diferentes no relacionadas entre sí que pertenecen a familias lingüísticas separadas:
- Katukina (lengua arawak)
- Katukína (lengua pano)
- Catuquinarú (sin clasificar)

## Descripción lingüística

### Fonología

#### Consonantes
|             |             | Labial | Alveolar | Palatal | Velar | Glotal |
| ----------- | ----------- | ------ | -------- | ------- | ----- | ------ |
| Oclusiva    | sorda       | p      | t        | tʃ      | k     |        |
| Oclusiva    | sonora      | b      | d        | dʒ      |       |        |
| Nasal       | Nasal       | m      | n        | ɲ       |       |        |
| Fricativa   | Fricativa   |        |          |         |       | h      |
| Aproximante | Aproximante |        | l        |         |       |        |

Una consonante lateral alveolar /l/ puede realizarse como lateral retrofleja [ɭ]. Una velar nasal [ŋ] se escucha a menudo cuando sigue a vocales nasales. La oclusión glótica [ʔ] puede oírse antes de las vocales iniciales de la palabra. Una /k/ final de palabra también puede sonar sin soltar [k̚].

#### Vocales
|            | Anterior | Central | Posterior  | Posterior |
| no-redond. | Anterior | Central | redondeada |           |
| ---------- | -------- | ------- | ---------- | --------- |
| Cerrada    | i iː     |         | ɯ ɯː       | u uː      |
| Abierta    |          | a aː    |            |           |

/i/ y /u/ pueden realizarse como sonidos aproximantes [j] y [w], cuando preceden a otra vocal.